# Чарлі Гіккокс
Чарлі Гіккокс (англ. Charlie Hickcox, 6 лютого 1947 — 15 червня 2010) — американський плавець.
Олімпійський чемпіон 1968 року.
Переможець Панамериканських ігор 1967 року.
Переможець літньої Універсіади 1967 року.